# Gustav von Schmoller

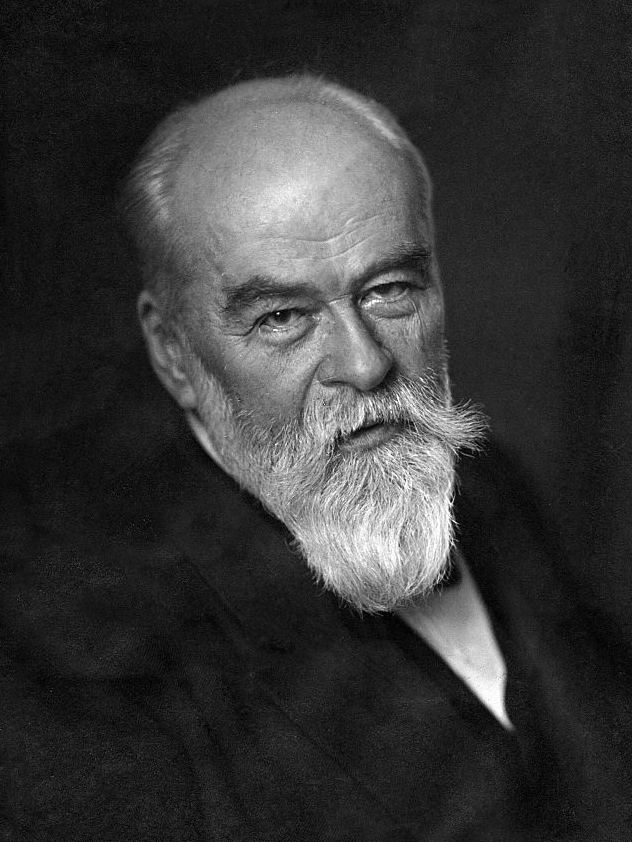
Gustav von Schmoller door Nicola Perscheid, c. 1908.

Gustav Friedrich von Schmoller (tot 1908 Schmoller) (Heilbronn, 24 juni 1838 - Bad Harzburg, 27 juni 1917) was een Duits econoom. 
Hij was naast Karl Bücher de belangrijkste vertegenwoordiger van de jongste Historische School binnen de economie.
- Bibsys: 90596454
- Biblioteca Nacional de España: XX1440353
- Bibliothèque nationale de France: cb12726145r (data)
- CiNii: DA00896017
- Gemeinsame Normdatei: 118609378
- International Standard Name Identifier: 0000 0001 0875 1819
- Library of Congress Control Number: n87873094
- Nationale Bibliotheek van Letland: 000103909
- Mathematics Genealogy Project: 137066
- Bibliotheek van het Japanse parlement: 00455660
- Nationale Bibliotheek van Tsjechië: skuk0001233
- Nationale bibliotheek van Australië: 35481472
- Nationale Bibliotheek van Israël: 987007267789305171
- Nationale Bibliotheek van Polen: a0000001769772
- Nationale en Universitaire bibliotheek Zagreb: 000133411
- Nederlandse Thesaurus van Auteursnamen: 074718711
- Réseau des bibliothèques de Suisse occidentale: 02-A000145301
- Istituto Centrale per il Catalogo Unico: IEIV036701
- SNAC: w6gr0brr
- Système universitaire de documentation: 029396026
- Trove: 968727
- Virtual International Authority File: 17346852
- WorldCat: E39PBJjxyfGFY8yf3fvpWCr8YP